# Independent hardware vendor
Een Independent hardware vendor, afkorting IHV, is een hardwareproducent die gespecialiseerd is in de productie van een of meerdere hardwareproducten, zoals harde schijven, processors of moederborden, en niet in complete computersystemen, zoals OEM's. Een IHV levert in de regel ook de softwaredrivers voor zijn producten.

## IHV's en OEM's
Original equipment manufacturer (OEM) is een misleidende term voor een bedrijf met een bijzondere relatie met IHV's. OEM's verkopen producten van IHV's onder hun eigen (merk)naam.  Feitelijk is een OEM een werderverkoper en de term heeft betrekking op de activiteit waarbij een eindproduct onder eigen naam verkocht wordt. De OEM verkoopt het ontstane product dan bijvoorbeeld met eigen garantievoorwaarden en licenties en/of biedt eigen productsupport en andere diensten aan. 
De term OEM is misleidend omdat OEM's per definitie niet de originele producenten van de hardware zijn, maar afnemers van IHV's.
Met name bij PC's en daaraan gerelateerde randapparatuur kopen OEM's vaak grote hoeveelheden hardware in bij IHV's, die in voorkomende gevallen de hardware ook voor de OEM in elkaar zetten en daarbij vaak gebruikmaken van producten van andere IHV's. OEM's passen deze systemen slechts in beperkte mate aan: plaatsen er bijvoorbeeld hun logo's op en verkopen deze complete systemen onder eigen naam. Voorbeelden van bekende OEM's zijn Dell, HP en Gateway.
Soms assembleren OEM's de systemen zelf en doen onderzoek met geselecteerde hardware om door configureren en overclocken extreme eigenschappen en daardoor meer toegevoegde waarde aan een eindprocuct te kunnen geven. Voorbeelden van deze vaak kleinere OEM's zijn Falcon Northwest en ABS.
Bij sommige grote hardwareproducenten (in beginsel IHV's) is het onderscheid moeilijk te maken. Ze maken zelf bijna alle hardwarecomponenten die in een PC nodig zijn, inclusief de behuizing. Naast barebone computers produceren ze, waar nodig met componenten van andere IHV's, complete systemen die onder eigen merknaam op de markt gebracht worden. Het verschil met 'echte' OEM's ligt dan vooral op het gebied van de aangeboden diensten en services, alhoewel dat verschil ook kleiner wordt.
Voorbeelden zijn o.a. AOpen en Asus.